# Серія книг «12 балів»
Серія книг «12 балів» — серія біографічних книжок видавництва «Зелений пес».

## Концепція серії
Кожна книга у детективному ключі розглядає питання та чутки, пов'язані з життям відомих людей. Основна ідея полягає у можливості для школяра самостійного пошуку та вироблення власної думки. Головна мета — доступність книжок для підлітків, як за змістом, так і за вартістю. Книга випускається у м'якій обкладинці та невеликого обсягу.

## Склад серії
Нижче наведено перелік книжок, що входять до цієї серії:[джерело?]
- Тарас Шевченко і я: оповідання про життя видатного художника та поета Т. Шевченка
- Степан Бандера і я: оповідання про життя С. Бандери
- Леся Українка і я: оповідання про життя поетеси Л. Українки
- Княгиня Ольга і я: оповідання про життя княгині Ольги
- Іван Мазепа і я: оповідання про життя гетьмана І. Мазепи

## Нагороди
Всеукраїнський рейтинг Книжка року у 2011 році нагородив серію у номінації «Дитяче свято» в категорії «Розвиваюча та пізнавальна література»..